# Physella vinosa
Physella vinosa är en snäckart som först beskrevs av Gould 1847.  Physella vinosa ingår i släktet Physella och familjen blåssnäckor. Inga underarter finns listade i Catalogue of Life.